# Alfred Vogelsänger

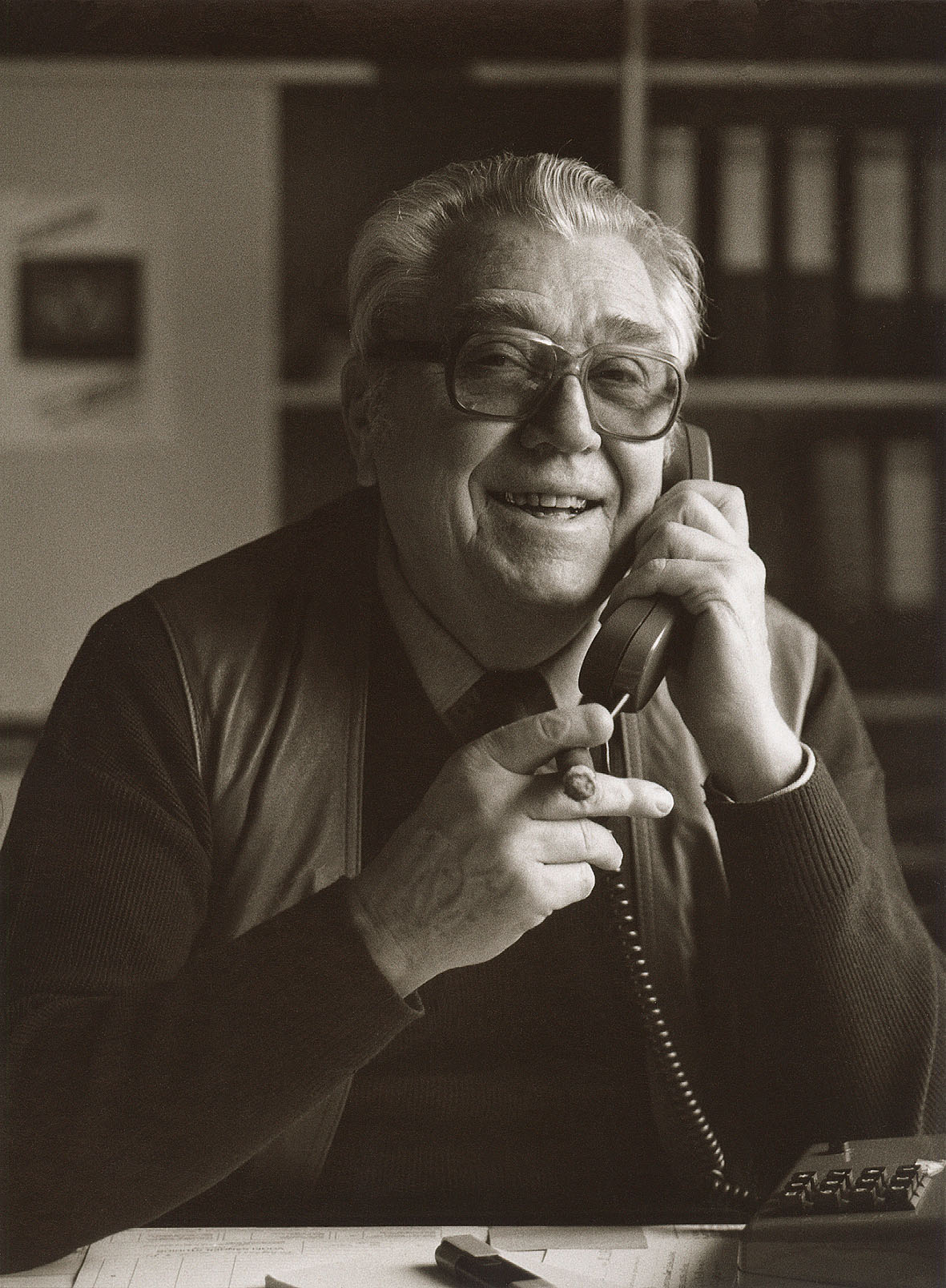
Alfred Vogelsänger an seinem Arbeitsplatz 1985

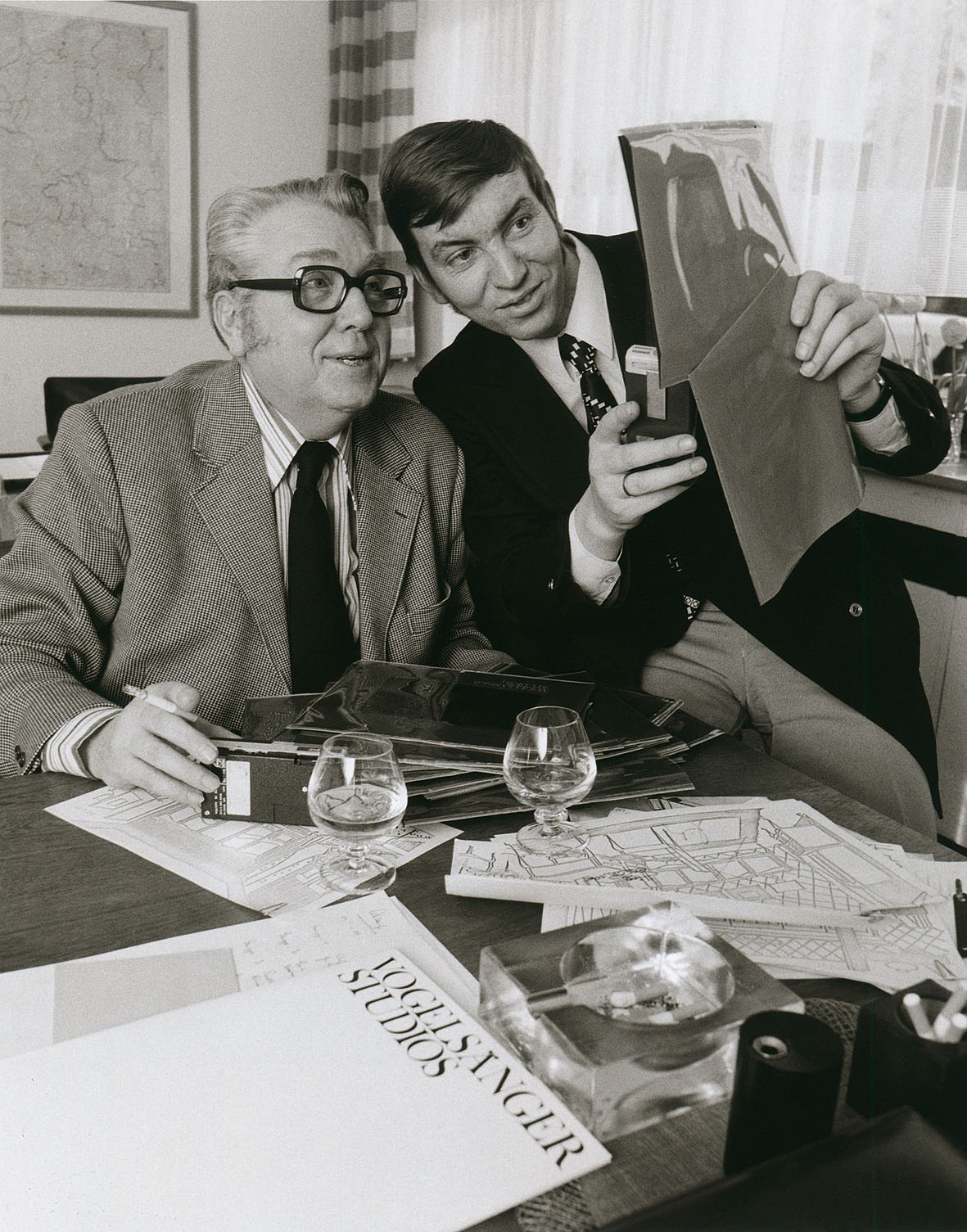
Alfred Vogelsänger und sein Sohn Gert Vogelsänger 1973

Alfred Vogelsänger (* 6. August 1914 in Bochum; † 21. August 1998 in Bielefeld) war ein deutscher Fotograf und ein Vorreiter im Bereich der Werbefotografie.

## Leben
Nach dem Dienst in der Marine arbeitete er ab 1947 als Fotografengeselle. 1949 gründete er das Vogelsänger Fotostudio, 1952 absolvierte er die Prüfung zum Fotografenmeister. Bis 1967 war Alfred Vogelsänger als alleiniger Geschäftsführer in der Leitung der damaligen Vogelsänger Studios tätig. Alfred Vogelsänger war Vater von vier Töchtern und zwei Söhnen.

## Mitgliedschaften
- 1986 wurde Alfred Vogelsänger Mitglied der Deutsche Gesellschaft für Photographie e.V.

## Auszeichnungen
- 1995: Verdienstkreuz am Bande der Bundesrepublik Deutschland für die Nachwuchsförderung in seinem Berufsstand.